# Arsenal Helsinki Handball
L'Arsenal Helsinki Handball è una squadra di pallamano maschile finlandese con sede a Helsinki.

## Palmarès

### Titoli nazionali
- Campionati finlandese: 3
1960-1961, 1961-62, 1962-63.